# Jacques Février
Jacques Février (Saint-Germain-en-Laye (departament d'Yvelines), 26 de juliol, 1900 – Remiremont (departament dels Vosges), 2 de setembre de 1979), fou un pianista francès.

## Biografia
Fill del compositor Henry Février, Jacques Février va ser alumne d'Édouard Risler i Marguerite Long al Conservatori de París de 1917 a 1921, quan va guanyar el seu primer premi.
Amic d'infància de Francis Poulenc, l'any 1932 va crear amb el compositor el Concert per a dos pianos (del qual és el dedicat). També va crear la sonata per a oboè (1963) de Poulenc. Va ser el primer pianista francès, escollit expressament per Ravel, a tocar el Concert per a la mà esquerra (1933) després de la decepció del compositor durant la creació de l'obra el 1931 pel seu mecenes Paul Wittgenstein.
Va ser nomenat professor al Conservatori de París l'any 19522. Entre els pianistes que es van beneficiar de la seva docència o assessorament, citem Gabriel Tacchino (amb qui va fer enregistraments a quatre mans de Ravel), Monique de La Bruchollerie, Alain Planès, Alain Balageas (a qui assessora per a un concert ofert al Carnegie Hall en honor al centenari del naixement de Maurice Ravel) i Alain Bernheim. Jacques Février també dóna suport a Georges Cziffra durant els seus primers concerts a París.
Els seus discos estan dedicats principalment a la música francesa. Va rebre el Grand Prix du Disque de l'Académie Charles-Cros el 1963 per la seva gravació de l'obra per a piano de Ravel. Els seus discos Poulenc, Ravel, Debussy "constitueixen versions de referència, testimonis d'un art discret, sincer i refinat."
És l'oncle de la compositora Isabelle Aboulker.